# Gornje Sitno
Gornje Sitno település Horvátországban Split-Dalmácia megyében. Közigazgatásilag Splithez tartozik.

## Fekvése
Split központjától légvonalban 13, közúton 20 km-re keletre, a Poljica szélén, a Mosor-hegység lábánál fekszik.

## Története
Sitno a középkorban a Poljicai Köztársaság egyik kantonját képezte. Plébániáját 1495-ben említik először, mely azt jelenti, hogy már a középkorban Poljica középső részének egyik plébániája volt. Gardazori érsek 1625-ben tett egyházlátogatáskor írja, hogy plébániája a török uralom idején is végig fennállt. Ekkor a sitnoi plébániában kétszáz lelket számláltak. Plébániatemploma a Szent Kelemen plébániatemplom volt, mely a mai Sitno Gornjén áll. 1806-ban az osztrákokat legyőző franciák uralma alá került.
1807. június 5-én Stobreč határában zajlott az a csata, melyben a Marmont tábornok vezette francia csapatok véget vetettek a 13. század óta létező Poljicai Köztársaságnak. Ez egyúttal a Poljicai Köztársaság megszűnését jelentette. I. Napóleon francia császár lipcsei veresége után, 1813-ban újra az osztrákoké lett. A településnek 1857-ben 519, 1910-ben 181 lakosa volt. 1918-ban az új szerb–horvát–szlovén állam, majd később Jugoszlávia része lett. 1921-ben a régi sitnoi plébániát két részre, Sitno Donjéra és Sitno Gornjéra osztották fel. A háború után a szocialista Jugoszláviához került. 
1991 óta a független Horvátországhoz tartozik. 2011-ben a településnek 392 lakosa volt.

## Lakosság
| Lakosság változása | Lakosság változása | Lakosság változása | Lakosság változása | Lakosság változása | Lakosság változása | Lakosság változása | Lakosság változása | Lakosság változása | Lakosság változása | Lakosság változása | Lakosság változása | Lakosság változása | Lakosság változása | Lakosság változása | Lakosság változása |
| ------------------ | ------------------ | ------------------ | ------------------ | ------------------ | ------------------ | ------------------ | ------------------ | ------------------ | ------------------ | ------------------ | ------------------ | ------------------ | ------------------ | ------------------ | ------------------ |
| 1857               | 1869               | 1880               | 1890               | 1900               | 1910               | 1921               | 1931               | 1948               | 1953               | 1961               | 1971               | 1981               | 1991               | 2001               | 2011               |
| 519                | 578                | 104                | 716                | 191                | 181                | 462                | 406                | 203                | 206                | 138                | 350                | 305                | 297                | 346                | 392                |

(1857-ben, 1869-ben, 1890-ben, 1921-ben és 1931-ben az adatok Split egy részének lakosságát is tartalmazzák.)

## Nevezetességei
- Lukács evangélista tiszteletére szentelt római katolikus plébániatemploma[4] a falun kívül, a Dubravára vezető út felett, a Klanacon áll. Érdekes elrendezésű épület, nyolcszögű apszissal, felette kupolával, melyből a templomhajót építették ki. 1625-ben Garzadori érsek látogatásakor ezt a templomot Mindenszentek kápolnaként említi, ami azt jelenti, hogy az épületet csak később bővítették. A hajó északi oldalán oldalkápolna található, amelyet sekrestyeként használnak. A hajó végében található a kórus, a padozatot kőlapok fedik. A déli kapuzat fölött az 1713-as évszám látható, bevésve. A templom tetejére kőkeresztet helyeztek, melyre glagolita jelekkel az 1742-es évszámot vésték. A homlokzat közepén körablak látható, amelyet kőkereszt díszít. A homlokzat felett magasodik a pengefalú harangtorony, melyben ma két harang van. 1625-ben, 1682-ben, de még a 18. században is valamennyi egyházi vizitáció Mindenszentek templomot említ. A főoltár képe is a Mindenszenteket ábrázolta, és ez az oltárkép a mai napig fennmaradt. A főoltáron kívül két mellékoltár volt, amelyek közül az egyik képén Szent Kozma, a másikon pedig Szent Lukács volt látható. Szent Lukács kultusza az idők folyamán annyira növekedett, hogy végül a templomot is az ő templomaként tisztelték. A templom külső kinézetét tekintve nagyobb méretű másolata a jóval régebbi Szent Kelemen-templomnak.
- Gornje Sitno és Dubrava határán áll a régi plébániatemplom, melyet Szent Kelemen tiszteletére szenteltek.[5] 1921-ig ez volt a település plébániatemploma. Az épületet hosszú története során többször is átépítették. Legrégibb része dongaboltozatos a hajó, amely a 12. századból származik. Ezt a legrégibb templomot a 14. században bővítették úgy, hogy elöl nyitott előteret, az északi oldalon pedig egy kisebb előteret építettek hozzá. A 15. század elején az épületet gótikus stílusban magasították és a bejárathoz lépcsőkön lehetett felmenni. Ezzel egyidejűleg a templom a spliti székesegyház mintájára nyolcszögletes, kupolás szentélyt kapott. A homlokzatra gótikus pengefalú harangtorony épült, melyben egy harangot helyeztek el. Az épületet 1968-ban védett kulturális emlékké nyilvánították.
- A falu központjában áll a Szent Rókus-kápolna, amely 1975-ben épült a korábbi kápolna helyén. A régi kápolna valószínűleg 19. századi volt. Szent Rókus szobrát Josip Perica donje sitnói plébános hozta a második világháború idején a romos spliti Szent Rókus-templomból.
- A Szent Miklós-kápolna a falutól négy kilométerre áll, nyugatra. 1912-ben építették a régi kápolna helyén. A II. világháború idején elpusztult és 1990-ben építtette újjá Pavić plébános.
- A Szent Kozma és Damján-kápolna a falutól három kilométerre nyugatra egy hegyen áll. A régi kápolnát már 1625-ben említi Garzadori érsek. Az olasz megszálló csapatok rombolták le, 1943-ban. 1994-ben a régi helyén építtette újjá Pavić plébános. Érdekesség, hogy az újjáépítéshez a horvát haditengerészet egyik harci helikopterét is igénybe vették.